# Березин, Михаил Павлович
Михаил Павлович Березин (12 января 1941, пос. Боровёнка — 18 февраля 2025, Тамбов) — советский и российский актёр театра и кино, режиссёр, педагог. Заслуженный артист РСФСР (1987).

## Биография
Родился 12 января 1941 года в посёлке Боровёнка (ранее станции) Новгородской области. 
Учился в Ленинградском государственном институте культуры имени Н. К. Крупской, который окончил. Затем Березин служил таким значимым театрам, как Псковский областной драматический театр имени А. С. Пушкина, Тамбовский драматический театр и Сахалинский областной драматический театр имени А. П. Чехова. 
Являлся театральным режиссёром, ставил множество театральных работ, в том числе работу под названием «Русская сказка», которая прошла на сцене Тамбовского драматического театра более 450 раз, также был театральным педагогом, обучал знаниям новых артистов. По мимо театральной деятельности, Березин снимался в кино. Играл роль майора Птицына, немецкого диверсанта Глинского в фильме «Война на западном направлении», а также сыграл роль рассказчика в фильме «Тайна преподобной Марфы Тамбовской» и роль святителя Луки в фильме «Священная история. Святитель Лука». Единожды известно о том, что Березин озвучил роман А. В. Стрыгина «Расплата» при переведении в аудиоформат.
Со слов Тамбовской энциклопедии, являлся последователем школы психологоческого реализма и характерным актёром, который являлся очень обаятельным и обладающим хорошими внешними данными. Также энциклопедия подмечает то, что его темпераментен был без экзальтации, выразителен, сдержан, а его исполнение отличало подлинный профессионализм – итог хорошей школы.
На протяжении нескольких лет занимал должность председателя государственной аттестационной комиссии по специальности «Актёрское мастерство» в Державинском университете, где преподавал актёрское мастерство и сценическую речь будущим артистам.
Скончался 18 февраля 2025 года на 85-м году жизни в Тамбове после продолжительной болезни.

## Звания и награды
- Заслуженный артист РСФСР (1987)[1].
- Лауреат премии Тамбовской области имени И. Н. Марина (2018)[1].
- Лауреат премии межрегионального театрального фестиваля имени Н. Х. Рыбакова[1].
- Лауреат регионального театрального фестиваля «Итоги сезона»[1].
- Лауреат Всесоюзного конкурса драматургии народов СССР (Ленинград, 1989)[1].